# ノーンポー駅
ノーンポー駅（ノーンポーえき、タイ語: สถานีรถไฟหนองโพ）は、タイ王国北部ナコーンサワン県タークリー郡にある、タイ国有鉄道北本線の駅である。

## 概要
ノーンポー駅はタイ王国北部ナコーンサワン県の人口約11万人が暮らすタークリー郡にある。クルンテープ駅より211.44km地点に位置し、快速列車利用で4時間程度である。
当駅は三等駅であり1日に10本（5往復）の列車が発着しその内訳は快速列車1往復、普通列車4往復である。また本駅を含むロッブリー駅より終点チェンマイ駅までは、単線区間である。

## 歴史
チエンマイを目指し延伸工事を行っていた北本線は、1905年10月31日にロッブリー駅より本駅を含むパークナムポー駅までの区間が完成し、それに伴い当駅も開業した。
- 1905年10月31日【開業】ロッブリー駅 - パークナムポー駅 (117.75km)

## 駅構造
単式1面のホーム1面1線をもつ地上駅であり、駅舎はホームに面している。